# Orden der Jugoslawischen Fahne
Der Orden der Jugoslawischen Fahne (serbokroatisch: Orden jugoslovenske zastave; slowenisch: Red jugoslovanske zastave; makedonisch: Орден на југословенското знаме) wurde am 26. November 1947 durch Marschall Josip Broz Tito gestiftet und ab Dezember 1947 zunächst in drei, später in fünf Klassen verliehen. Am 4. Dezember 1998 wurde der Orden durch die Verabschiedung des Gesetzes der Bundesrepublik Jugoslawien erneut eingeführt, in der Ordensrangfolge jedoch anders als zuvor eingestuft.

## Ordensdekoration
Das Ordenszeichen ist ein Medaillon, das in der Mitte die jugoslawische Staatsflagge im Ehrenkranz auf einem fünfstrahligen Stern zeigt.

## Klassen

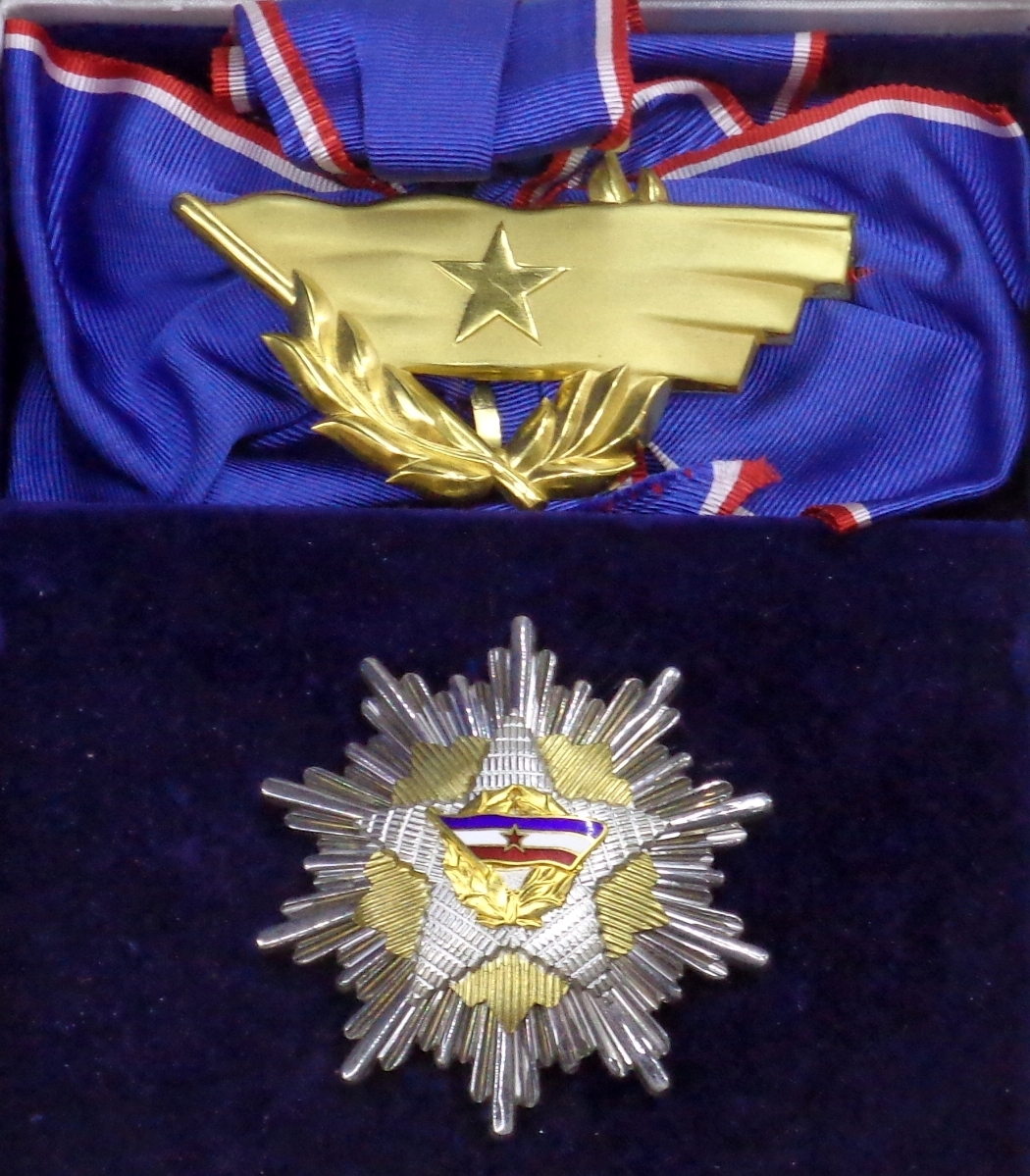
1. Klasse

Die Erste Klasse des Ordens der Jugoslawischen Fahne wurde insbesondere fremden Staatsangehörigen im Rang von Ministern und ausländischen Botschaftern verliehen, bis zum 31. Dezember 1985 an 1081 Ausländer und 342 Bürger der SFRY.

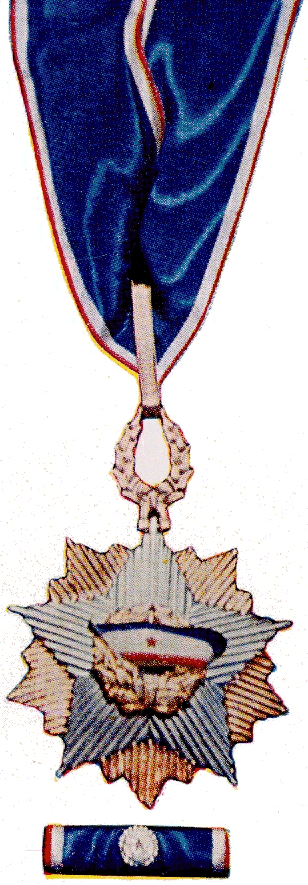
3. Klasse

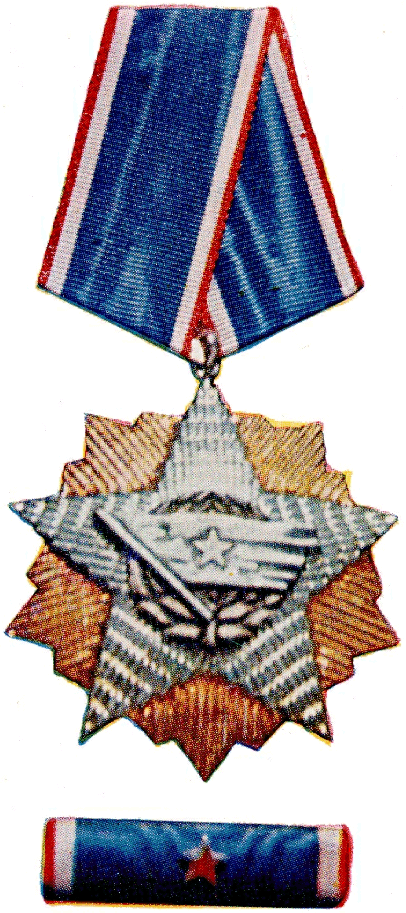
4. Klasse

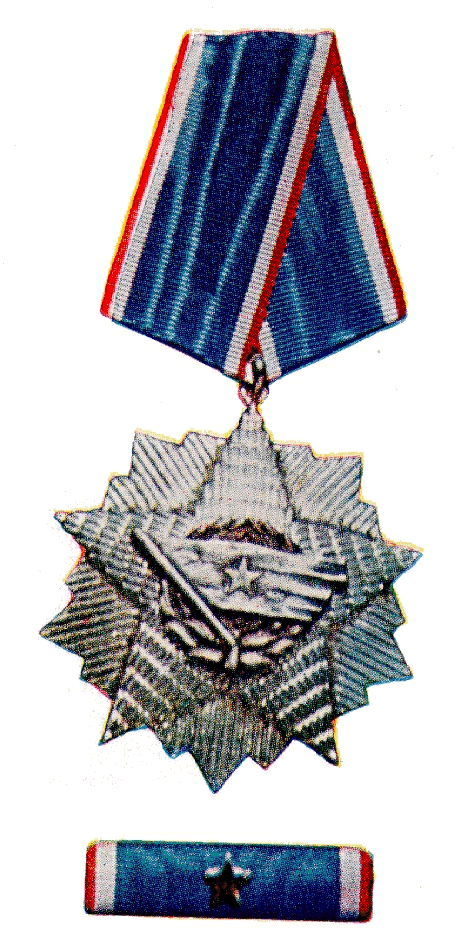
5. Klasse

Der Orden der Jugoslawischen Fahne mit einer goldenen Krone am Halsband (2. Klasse) wurde an Staatssekretäre, Protokollführer, prominente Wissenschaftler, Professoren, Schriftsteller, Künstler und Publizisten vergeben, bis Ende 1985 wurden 1443 Personen ausgezeichnet.
Der Orden der Jugoslawischen Fahne mit einem goldenen Stern an der Halskette (3. Klasse) wurde Abteilungsleitern der Außenministerien, hochrangigen Beratern, prominenten Geschäftsleuten und Beamten oder Professoren verliehen, bis Ende 1985 wurden 1300 Personen ausgezeichnet.
Der Orden der Jugoslawischen Fahne mit einem goldenen Stern (4. Klasse) wurde beispielsweise an ausländische Berater der Staatsverwaltung oder die ersten Sekretäre der Außenministerien verliehen, bis Ende 1985 an insgesamt 955 Personen.
Der Orden der Jugoslawischen Fahne mit einem silbernen Stern (5. Klasse) wurde hauptsächlich den Sekretären der Außenministerien und anderen Mitgliedern des Diplomaten- und Konsularberufs verliehen, bis Ende 1985 waren dies 769 Personen.

## Bekannte Träger
- 1967: Eduard Chaloupka (1. Klasse)
- 1970: Lotte Lemke (3. Klasse)
- 1972: Anne, Princess Royal (1. Klasse)
- 1974: Erich Mielke (1. Klasse)
- 1978: Max Grünbeck (3. Klasse)
- 1986: Adam Zielinski
- 1991: Erich Saling (3. Klasse)
- Kirsten Svineng
- Hans Reichmann
- Hanno Drechsler (2. Klasse)
- Alois Mock (4. Klasse)
- Ludwig Denecke (2. Klasse)
- Per Hansson
- Roberto Casellas Leal